# Marco Kalantari
Marco Kalantari (* 20. Juni 1974 in Wien) ist ein österreichischer Werbe- und Spielfilmregisseur.

## Leben
Marco Kalantari begann 1994 an der Filmakademie Wien mit einem Studium der Fächer Regie und Produktion, das er 2002 mit dem Mag. art. abschloss. Zwischen 1995 und 1997 sammelte er bereits als Ausstattungs- und Requisitenassistent Erfahrung bei Filmproduktionen. 1997 inszenierte er seinen ersten Werbespot – anschließend war er bis 2001 Regieassistent bei Werbeproduktionen.
2003 erhielt er seine ersten Auszeichnungen für den Werbespot zu Ärzte ohne Grenzen – bei den Filmfestspielen von Cannes und in Palermo.
Zwischen 2000 und 2003 inszenierte Kalantari seinen ersten Spielfilm: ein für die österreichische Filmlandschaft ungewöhnliche Science-Fiction-Produktion namens Ainoa, die bei mehreren Filmfestivals, unter anderem dem Science Fiction Festival in London, vorgestellt und in Kiew ausgezeichnet wurde. Der Film startete am 19. Oktober 2006 in einigen österreichischen Kinos.
In den folgenden Jahren startete Kalantari seine internationale Karriere als Werberegisseur, beginnend in Indien, wo er sich zu einem gefragten Filmemacher in der Werbebranche entwickelte. Er lebte zwischen 2005 und 2006 in Reykjavík, zwischen 2006 und 2009 in Shanghai, danach ein Jahr lang in Peking. Er spricht fließend Mandarin und ist im gesamten ost-asiatischen Raum als Regisseur tätig. 2010 verlegte er seinen Lebensmittelpunkt nach Tokio.
2015 hatte Kalantaris Kurzfilm The Shaman Premiere beim Tribeca Film Festival in New York. Die Produktion wurde auf zahlreichen Festivals vorgestellt. In der Folge nahm die Künstleragentur United Talent Agency in Los Angeles Kalantari unter Vertrag.

## Filmografie
Kurzfilme:
- 1996: Die Asphaltwölfe (11 min, Action)
- 1997: Zwettl (17 min, Drama)
- 1997: Der Kreis Luther (30 min, Actionthriller)
- 2002: Dreynschlag (9 min, Schwertkampf)
- 2015: The Shaman (17 min, Science-Fiction)

Langfilme:
- 2006: Ainoa (100 min, Science-Fiction)

## Auszeichnungen
- Werbespot für Ärzte ohne Grenzen
  - 2003: Internationale Filmfestspiele von Cannes: Silberner Löwe
  - 2003: Filmfestival Palermo: Gold
- Ainoa: Stodhary Film Festival, Kiew. 2005: Special Jury Price